# Jørn Utzon
Jørn Utzon, AC (Copenhaguen, 9 d'abril de 1918 - Helsingør, 29 de novembre de 2008) fou un arquitecte danès, famós per haver projectat el Palau de l'Òpera de Sydney (Austràlia).

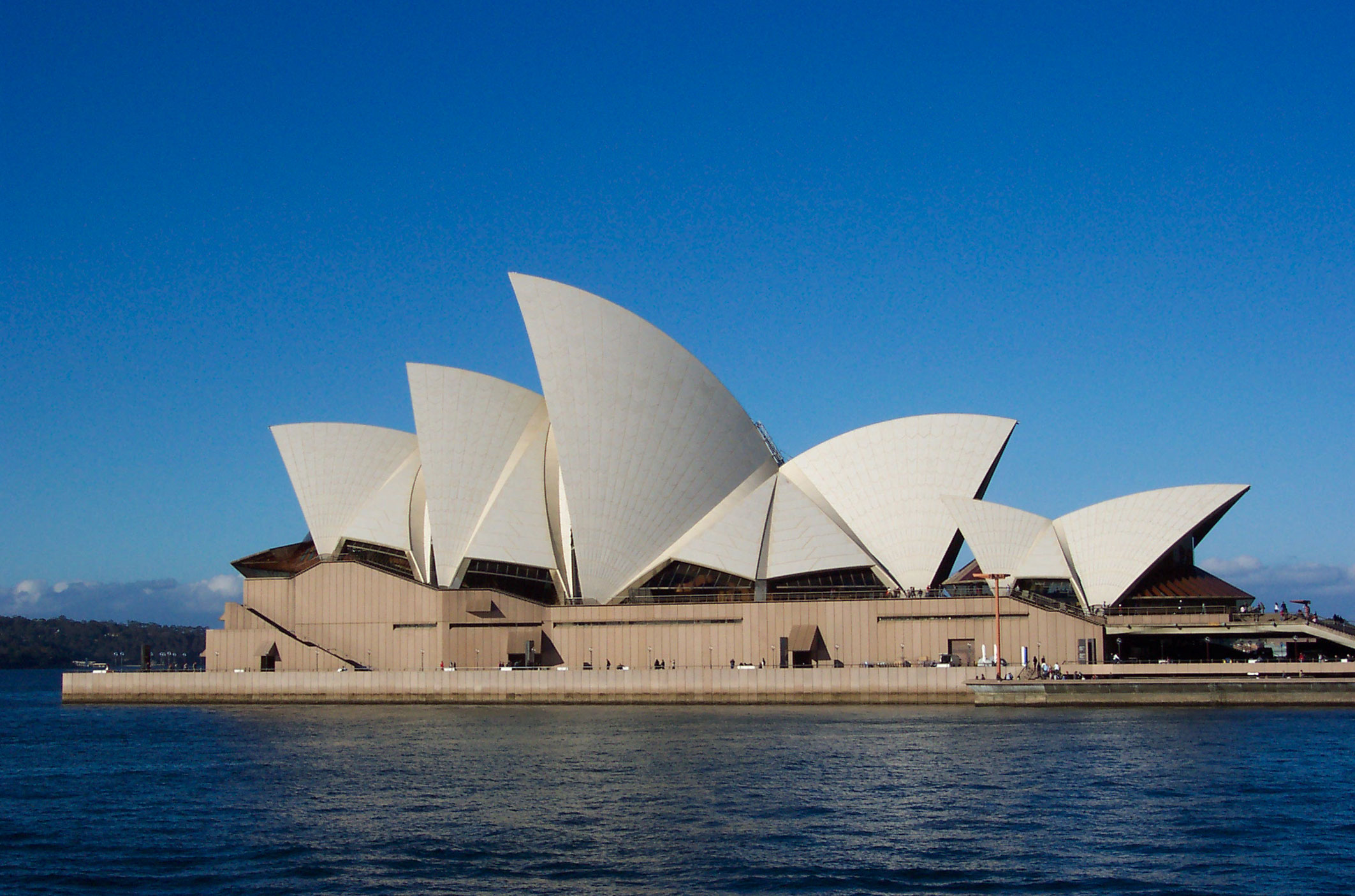
Palau de l'Òpera de Sydney

## Biografia
Utzon va néixer a Copenhaguen el 9 d'abril de 1918, fill d'un enginyer naval. Estudià arquitectura a Dinamarca. Passà els anys de la Segona Guerra Mundial estudiant amb Erik Gunnar Asplund. Després viatjà extensament per Europa, Estats Units i Mèxic per establir-se com a arquitecte a Copenhaguen. Visqué durant dècades a Mallorca, on hi resten dues de llurs últimes obres, Can Lis (1978) i Can Feliz (1994) i retornà poc més d'un any abans de la seva mort a Dinamarca. Utzon morí el 29 de novembre de 2008 a la seva ciutat natal, Copenhaguen, a l'edat de 90 anys, víctima d'un problema cardíac.

## Estil arquitectònic
Va crear un estil d'edificis públics amb trets monumentals i d'edificis d'habitació adaptats a l'entorn. Va saber integrar als seus projectes la disciplina equilibrada pròpia d'Erik Gunnar Asplund, la qualitat de formes d'Alvar Aalto i les estructures naturals de Frank Lloyd Wright. Utzon sempre va tenir en compte les característiques del lloc en què se situava l'edifici abans de començar el seu disseny. En els seus projectes anava més enllà de l'arquitectura, desenvolupant formes que són conseqüència d'un procés d'inspiració espiritual.

## Obres representatives
- Palau de l'Òpera de Sydney (Austràlia)
- Habitatges Planetstaden (Lund, Suècia)
- Habitatges Kingohusene (Elsinore, Suècia)
- Pavelló d'assemblees (Kuwait)
- Can Lis i Can Feliz (Mallorca)[2]
- Església Bagsvaerd (Copenhaguen)
- Tenda de mobles Paustian (Copenhaguen)

### Palau de l'Òpera de Sydney
El 1957 Utzon guanyà el concurs per a construir un nou edifici per a l'Òpera de Sydney, a Austràlia. El seu projecte resultà espectacular, tant des del punt de vista del disseny com tècnic. Utzon tardà diversos anys en desenvolupar els mètodes per construir les grans voltes autoportants de l'edifici. Aquestes voltes, altes i amb vèrtexs, estan inspirades amb unes petxines i constitueixen símbols molt adequats si considerem que l'edifici està al costat de l'aigua, a l'entrada del port.
Utzon també tenia plans pel disseny dels espais interiors situats sota les voltes. No obstant això, en canviar el govern a l'estat de Nova Gal·les del Sud, al qual pertany Sydney els pagaments destinats al projecte es paralitzaren. Utzon abandonà el país el 1966, deixant l'obra inacabada. L'edifici de l'òpera fou acabat finalment el 1973 - no per l'arquitecte danès, que no tornà a Austràlia- i es convertí en un dels edificis més emblemàtics del món.
Al març de 2003 Utzon fou investit doctor honoris causa per la Universitat de Sydney en reconeixement pel seu projecte de l'edifici de l'òpera. Utzon es trobava malalt i no pogué viatjar a Austràlia per l'esdeveniment, de manera que el va representar el seu fill durant l'acte. S'esperava i va poder estar present a les celebracions del treintè aniversari de l'edifici, pel qual Utzon estàva redissenyant alguns espais, com el vestíbul principal. El 2003 també rebé el prestigiós premi Pritzker d'arquitectura.